# Chinchilla de Monte-Aragón
Chinchilla de Monte-Aragón é um município da Espanha na província de Albacete, comunidade autónoma de Castilla-La Mancha, de área 680,03 km² com população de 3594 habitantes (2005) e densidade populacional de 4,96 hab/km².
Vila conhecida pelo seu castelo impressionante, de origens árabes, e pela sua Semana Santa, declarada de Interesse Turístico Regional e que conta com uma tradição muito conhecida: no sábado de Quaresma às 11 da noite saem as bozainas, uns instrumentos metálicos com três metros de altura que circulam pelo casco histórico da cidade.

## Demografia
| Variação demográfica do município entre 1991 e 2005 | Variação demográfica do município entre 1991 e 2005 | Variação demográfica do município entre 1991 e 2005 | Variação demográfica do município entre 1991 e 2005 |
| --------------------------------------------------- | --------------------------------------------------- | --------------------------------------------------- | --------------------------------------------------- |
| 1991                                                | 1996                                                | 2001                                                | 2005                                                |
| 3202                                                | 3153                                                | 3190                                                | 3375                                                |